# Liste des dirigeants des partis politiques de l’Union européenne
Cette page dresse la liste des dirigeants des partis politiques de l’Union européenne ayant au moins un élu au sein du Parlement européen, d'un parlement national ou fédéral ou au sein d'un parlement d'une entité fédérée.

## Allemagne
| Parti                                                                                  | Statut       | Nom                      | Depuis (le)      |
| -------------------------------------------------------------------------------------- | ------------ | ------------------------ | ---------------- |
| Alliance 90 / Les Verts (Bündnis 90 / Die Grünen)                                      | Coprésidents | Simone Peter             | 19 octobre 2013  |
| Alliance 90 / Les Verts (Bündnis 90 / Die Grünen)                                      | Coprésidents | Cem Özdemir              | 15 novembre 2008 |
| Réformateurs libéraux-conservateurs (Allianz für Fortschritt und Aufbruch - ALFA)      | Président    | Christian Kott           | Novembre 2016    |
| Alternative pour l'Allemagne (AfD)                                                     | Porte-parole | Frauke Petry             | 14 avril 2013    |
| Alternative pour l'Allemagne (AfD)                                                     | Porte-parole | Jörg Meuthen             | 4 juillet 2015   |
| Die Linke                                                                              | Présidents   | Katja Kipping            | 2 juin 2012      |
| Die Linke                                                                              | Présidents   | Bernd Riexinger          | 2 juin 2012      |
| Électeurs libres (Freie Wähler)                                                        | Président    | Hubert Aiwanger          | 2009 ?           |
| Die PARTEI                                                                             | Président    | Martin Sonneborn         | 2004             |
| Parti des familles d'Allemagne (Familien-Partei Deutschlands)                          | Président    | Helmut Geuking           | 19 novembre 2016 |
| Parti des pirates                                                                      | Président    | Patrick Schiffer         | 27 août 2016     |
| Parti écologiste-démocrate (ÖDP)                                                       | Présidente   | Gabriela Schimmer-Göresz | Novembre 2014    |
| Parti libéral-démocrate (Freie Demokratische Partei - FDP)                             | Président    | Christian Lindner        | 7 décembre 2013  |
| Parti national-démocrate d'Allemagne (Nationaldemokratische Partei Deutschlands - NPD) | Président    | Frank Franz              | Novembre 2014    |
| Parti social-démocrate d'Allemagne (SPD)                                               | Président    | Martin Schulz            | 19 mars 2017     |
| Les Républicains (Die Republikaner - REP)                                              | Président    | Kevin Krieger            | 5 novembre 2016  |
| Union chrétienne-démocrate (CDU)                                                       | Présidente   | Angela Merkel            | 10 avril 2000    |

### Bavière
| Parti                                                     | Statut    | Nom            | Depuis (le)     |
| --------------------------------------------------------- | --------- | -------------- | --------------- |
| Parti bavarois (Bayernpartei - BP)                        | Président | Florian Weber  | 8 juillet 2012  |
| Union chrétienne-sociale (Christlich-Soziale Union - CSU) | Président | Horst Seehofer | 25 octobre 2008 |

## Autriche
| Parti                                                  | Statut       | Nom                   | Depuis (le)      |
| ------------------------------------------------------ | ------------ | --------------------- | ---------------- |
| NEOS - La nouvelle Autriche et le Forum libéral (NEOS) | Présidente   | Beate Meinl-Reisinger | 23 juin 2018     |
| Parti de la liberté d'Autriche (FPÖ)                   | Président    | Norbert Hofer         | 19 mai 2019      |
| Parti populaire autrichien (ÖVP)                       | Président    | Sebastian Kurz        | 14 mai 2017      |
| Parti social-démocrate d'Autriche (SPÖ)                | Présidente   | Pamela Rendi-Wagner   | 24 novembre 2018 |
| Les Verts - L'Alternative verte (Die Grünen)           | Porte-parole | Werner Kogler         | 17 octobre 2017  |

## Belgique

### Francophones
| Parti                                    | Statut        | Nom                   | Depuis (le)      |
| ---------------------------------------- | ------------- | --------------------- | ---------------- |
| Les Engagés (LE)                         | Président     | Yvan Verougstraete    | 3 février 2025   |
| Démocrate fédéraliste indépendant (DéFI) | Présidente    | Sophie Rohonyi        | 5 juillet 2024   |
| Ecolo                                    | Co-présidents | Marie Lecocq          | 13 juillet 2024  |
| Ecolo                                    | Co-présidents | Samuel Cogolati       | 13 juillet 2024  |
| Mouvement réformateur (MR)               | Président     | Georges-Louis Bouchez | 29 novembre 2019 |
| Parti socialiste (PS)                    | Président     | Paul Magnette         | 19 octobre 2019  |

### Néerlandophones
| Parti                                           | Statut            | Nom                | Depuis (le)       |
| ----------------------------------------------- | ----------------- | ------------------ | ----------------- |
| Christen-Democratisch en Vlaams (CD&V)          | Président         | Sammy Mahdi        | 25 juin 2022      |
| Groen                                           | Président         | Bart Dhondt        | 19 décembre 2024  |
| Jeremie Vaneeckhout                             | 11 juin 2022      |                    |                   |
| Nieuw-Vlaamse Alliantie (N-VA)                  | Président général | Bart De Wever      | Juillet 2004      |
| Open Vlaamse Liberalen en Democraten (Open VLD) | Président         | Tom Ongena         | 23 septembre 2023 |
| Vooruit(SP.A)                                   | Président         | Melissa Depraetere | 2023              |
| Vlaams Belang                                   | Président         | Tom Van Grieken    | Octobre 2014      |

### Germanophones
| Parti                                     | Statut        | Nom             | Depuis (le)      |
| ----------------------------------------- | ------------- | --------------- | ---------------- |
| Christlich Soziale Partei (CSP)           | Président     | Jérôme Franssen | 11 novembre 2020 |
| Partei für Freiheit und Fortschritt (PFF) | Présidente    | Kattrin Jadin   | septembre 2009   |
| ProDG                                     | Co-présidents | Liesa Scholzen  | 16 décembre 2020 |
| ProDG                                     | Co-présidents | Elke Comoth     | 16 décembre 2020 |
| SP Regionalverband Ostbelgien (SP)        | Présidente    | Linda Zwartbol  | 23 février 2023  |

### Unitaire
| Parti                                   | Statut     | Nom                       | Depuis (le)      |
| --------------------------------------- | ---------- | ------------------------- | ---------------- |
| DierAnimal                              | Présidente | Constance Adonis Villalon |                  |
| Parti du travail de Belgique (PTB/PVDA) | Président  | Raoul Hedebouw            | 1er janvier 2022 |

## Bulgarie
| Parti                                                         | Statut     | Nom                   | Depuis (le)     |
| ------------------------------------------------------------- | ---------- | --------------------- | --------------- |
| Recharger la Bulgarie                                         | Président  | Nikolay Barekov       | 25 janvier 2014 |
| Citoyens pour le développement européen de la Bulgarie (GERB) | Président  | Boïko Borissov        | 10 janvier 2010 |
| Mouvement des droits et des libertés (DPS)                    | Président  | Lioutvi Mestan        | 19 janvier 2013 |
| Parti socialiste bulgare (BSP)                                | Présidente | Kornelia Ninova       | 8 mai 2016      |
| Union nationale Attaque (Ataka)                               | Président  | Volen Nikolov Siderov | 17 avril 2005   |

## Chypre
| Parti                                      | Statut             | Nom                  | Depuis (le)     |
| ------------------------------------------ | ------------------ | -------------------- | --------------- |
| Parti progressiste des travailleurs (AKEL) | Secrétaire général | Ándros Kyprianoú     | 21 janvier 2009 |
| Parti démocrate (DIKO)                     | Président          | Nicolas Papadopoulos | 2 décembre 2013 |
| Parti européen (EVROKO)                    | Président          | Dimítris Sylloúris   | 3 juillet 2005  |
| Rassemblement démocrate (DISY)             | Président          | Averof Neofytou      | 28 février 2013 |

## Croatie
| Parti                                        | Statut     | Nom              | Depuis (le)      |
| -------------------------------------------- | ---------- | ---------------- | ---------------- |
| Parti social-démocrate de Croatie (SPD)      | Président  | Davor Bernardić  | 26 novembre 2016 |
| Parti populaire croate - Démocrates libéraux | Présidente | Vesna Pusić      | 23 mars 2013     |
| Union démocratique croate (HDZ)              | Président  | Andrej Plenković | 17 juillet 2016  |

## Danemark
| Parti                             | Statut       | Nom                     | Depuis (le)       |
| --------------------------------- | ------------ | ----------------------- | ----------------- |
| Liste de l’unité                  | Porte-parole | Johanne Schmidt-Nielsen | 2007/2014         |
| Parti populaire socialiste (SF)   | Présidente   | Pia Olsen Dyhr          | 13 février 2014   |
| Social-démocratie                 | Présidente   | Mette Frederiksen       | 28 juin 2015      |
| Parti du progrès                  | Leader       | Niels Højland           | 2010              |
| Gauche radicale                   | Président    | Morten Østergaard       | 2 septembre 2014  |
| Alliance libérale                 | Président    | Anders Samuelsen        | Janvier 2009      |
| Venstre                           | Président    | Lars Løkke Rasmussen    | 17 mai 2009       |
| Parti populaire conservateur (KF) | Président    | Søren Pape Poulsen      | 28 septembre 2014 |
| Chrétiens démocrates (KD)         | Leader       | Stig Grenov             | 2012              |
| Parti populaire danois (DF)       | Président    | Kristian Thulesen Dahl  | 15 septembre 2012 |

## Espagne
| Parti                    | Parti                                    | Fonction               | Nom                  | Depuis (le)       |
| ------------------------ | ---------------------------------------- | ---------------------- | -------------------- | ----------------- |
|                          | Parti socialiste ouvrier espagnol (PSOE) | Secrétaire général     | Pedro Sánchez        | 18 juin 2017      |
| Vice-secrétaire générale | Parti socialiste ouvrier espagnol (PSOE) | María Jesús Montero    | 23 juillet 2022      |                   |
| Présidente               | Parti socialiste ouvrier espagnol (PSOE) | Cristina Narbona       | 18 juin 2017         |                   |
|                          | Parti populaire (PP)                     | Président              | Alberto Núñez Feijóo | 2 avril 2022      |
| Secrétaire générale      | Parti populaire (PP)                     | Cuca Gamarra           | 3 avril 2022         |                   |
|                          | Vox                                      | Président              | Santiago Abascal     | 20 septembre 2014 |
| Secrétaire général       | Vox                                      | Ignacio Garriga        | 7 octobre 2022       |                   |
|                          | Sumar (SMR)                              | Coordinatrice générale | Lara Hernández       | 30 mars 2025      |
| Coordinateur général     | Sumar (SMR)                              | Carlos Martín Urriza   | 30 mars 2025         |                   |
|                          | Gauche unie (IU)                         | Coordonnateur général  | Alberto Garzón       | 4 juillet 2016    |
|                          | Parti communiste d'Espagne (PCE)         | Secrétaire général     | Enrique Santiago     | 8 avril 2018      |
| Président                | Parti communiste d'Espagne (PCE)         | José Luis Centella     | 8 avril 2018         |                   |
|                          | Podemos                                  | Secrétaire générale    | Ione Belarra         | 13 juin 2021      |

### Asturies
| Parti              | Parti                     | Fonction       | Nom               | Depuis (le)       |
| ------------------ | ------------------------- | -------------- | ----------------- | ----------------- |
|                    | Forum des Asturies (FORO) | Présidente     | Carmen Moriyón    | 29 septembre 2018 |
| Secrétaire général | Forum des Asturies (FORO) | Adrián Pumares | 29 septembre 2018 |                   |

### Canaries
| Parti | Parti                     | Fonction           | Nom              | Depuis (le)      |
| ----- | ------------------------- | ------------------ | ---------------- | ---------------- |
|       | Coalition canarienne (CC) | Secrétaire général | Fernando Clavijo | 29 novembre 2020 |

### Catalogne
| Parti               | Parti                                    | Fonction             | Nom                  | Depuis (le)          |
| ------------------- | ---------------------------------------- | -------------------- | -------------------- | -------------------- |
|                     | Parti des socialistes de Catalogne (PSC) | Premier secrétaire   | Salvador Illa        | 19 décembre 2021     |
| Président           | Parti des socialistes de Catalogne (PSC) | Miquel Iceta         | 19 décembre 2021     |                      |
|                     | Ensemble pour la Catalogne (Junts)       | Présidente           | Carles Puigdemont    | 27 octobre 2024      |
| Secrétaire général  | Ensemble pour la Catalogne (Junts)       | Jordi Turull         | 4 juin 2022          |                      |
|                     | Gauche républicaine de Catalogne (ERC)   | Président            | Oriol Junqueras      | 17 septembre 2011    |
| Secrétaire générale | Gauche républicaine de Catalogne (ERC)   | Elisenda Alamany     | 14 décembre 2024     |                      |
|                     | Candidature d'unité populaire (CUP)      | Direction collective | Direction collective | Direction collective |
|                     | Catalogne en commun (CatComú)            | Direction collective | Direction collective | Direction collective |

### Galice
| Parti | Parti                            | Fonction               | Nom        | Depuis (le)     |
| ----- | -------------------------------- | ---------------------- | ---------- | --------------- |
|       | Bloc nationaliste galicien (BNG) | Porte-parole nationale | Ana Pontón | 28 février 2016 |

### Pays basque
| Parti | Parti                               | Fonction           | Nom           | Depuis (le)  |
| ----- | ----------------------------------- | ------------------ | ------------- | ------------ |
|       | Parti nationaliste basque (EAJ/PNV) | Président          | Aitor Esteban | 30 mars 2025 |
|       | Euskal Herria Bildu (EH Bildu)      | Secrétaire général | Arnaldo Otegi | 17 juin 2017 |

### Communauté valencienne
| Parti | Parti                           | Fonction             | Nom                  | Depuis (le)          |
| ----- | ------------------------------- | -------------------- | -------------------- | -------------------- |
|       | Coalition Compromís (Compromís) | Direction collective | Direction collective | Direction collective |

## Estonie
| Parti                         | Statut    | Nom                 | Depuis (le)     |
| ----------------------------- | --------- | ------------------- | --------------- |
| Parti du centre d'Estonie     | Président | Jüri Ratas          | 5 novembre 2016 |
| Parti de la réforme d'Estonie | Président | Hanno Pevkur        | 7 janvier 2017  |
| Parti social-démocrate        | Président | Jevgeni Ossinovski  | 30 mai 2015     |
| Isamaa                        | Président | Helir-Valdor Seeder | 13 mai 2017     |

## Finlande
| Parti                               | Statut     | Nom             | Depuis (le)    |
| ----------------------------------- | ---------- | --------------- | -------------- |
| Alliance de gauche                  | Président  | Paavo Arhinmäki | 27 juin 2009   |
| Ligue verte                         | Président  | Ville Niinistö  | 11 juin 2011   |
| Parti social-démocrate de Finlande  | Présidente | Antti Rinne     | 9 mai 2014     |
| Parti du centre                     | Président  | Juha Sipilä     | 9 mai 2012     |
| Parti populaire suédois de Finlande | Président  | Carl Haglund    | 10 juin 2012   |
| Parti de la coalition nationale     | Président  | Alexander Stubb | 14 juin 2014   |
| Chrétiens-démocrates                | Présidente | Päivi Räsänen   | 2 octobre 2004 |
| Vrais Finlandais                    | Président  | Jussi Halla-aho | 10 juin 2017   |

## France
| Parti                                             | Statut               | Nom                     | Depuis (le)       |
| ------------------------------------------------- | -------------------- | ----------------------- | ----------------- |
| Lutte ouvrière (LO)                               | Porte-parole         | Nathalie Arthaud        | 8 décembre 2008   |
| Nouveau Parti anticapitaliste (NPA)               | Porte-parole         | Christine Poupin        | 4 avril 2011      |
| Parti communiste français (PCF)                   | Secrétaire national  | Fabien Roussel          | 20 juin 2010      |
| Parti de gauche (PG)                              | Coordinateurs        | Jean-Christophe Sellin  | 1er avril 2021    |
| Parti de gauche (PG)                              | Coordinateurs        | Hélène Le Cacheux       | 1er avril 2021    |
| La France insoumise                               | Coordinateur         | Manuel Bompard          | 10 décembre 2022  |
| Mouvement républicain et citoyen (MRC)            | Président            | Jean-Luc Laurent        | 27 juin 2010      |
| Europe Écologie Les Verts (EELV)                  | Secrétaire nationale | Marine Tondelier        | 10 décembre 2022  |
| Parti socialiste (PS)                             | Premier secrétaire   | Olivier Faure           | 7 avril 2018      |
| Parti radical de gauche (PRG)                     | Président            | Guillaume Lacroix       | 6 février 2019    |
| Mouvement écologiste indépendant (MEI)            | Président            | Antoine Waechter        | 3 septembre 1994  |
| Le Mouvement de la ruralité (CPNT)                | Président            | Frédéric Nihous         | 14 janvier 2008   |
| Génération écologie (GE)                          | Président            | Yves Piétrasanta        | 2 avril 2011      |
| Mouvement démocrate (MoDem)                       | Président            | François Bayrou         | 2 décembre 2007   |
| Union des démocrates et indépendants (UDI)        | Président            | Jean-Christophe Lagarde | 15 novembre 2014  |
| Parti radical                                     | Président            | Laurent Hénart          | 8 avril 2014      |
| Les Républicains                                  | Président            | Éric Ciotti             | 11 décembre 2022  |
| Les Républicains                                  | Secrétaire nationale | Annie Genevard          | 18 janvier 2023   |
| Parti chrétien-démocrate (PCD)                    | Président            | Jean-Frédéric Poisson   | 16 novembre 2013  |
| Debout la France (DLF)                            | Président            | Nicolas Dupont-Aignan   | 23 novembre 2008  |
| Centre national des indépendants et paysans (CNI) | Président            | Gilles Bourdouleix      | 24 octobre 2009   |
| Rassemblement national (RN)                       | Président            | Jordan Bardella         | 13 septembre 2021 |
| Reconquête (REC)                                  | Président            | Éric Zemmour            | 30 avril 2021     |

### Guadeloupe
| Parti                                            | Statut    | Nom        | Depuis (le)     |
| ------------------------------------------------ | --------- | ---------- | --------------- |
| Guadeloupe unie, solidaire et responsable (GUSR) | Président | Guy Losbar | 26 octobre 2008 |

### Guyane
| Parti                           | Statut             | Nom           | Depuis (le) |
| ------------------------------- | ------------------ | ------------- | ----------- |
| Parti socialiste guyanais (PSG) | Secrétaire général | Antoine Karam | 2003        |

### Martinique
| Parti                                        | Statut    | Nom                 | Depuis (le)      |
| -------------------------------------------- | --------- | ------------------- | ---------------- |
| Mouvement indépendantiste martiniquais (MIM) | Leader    | Alfred Marie-Jeanne | 1er juillet 1978 |
| Parti progressiste martiniquais (PPM)        | Président | Serge Letchimy      | 23 octobre 2005  |

### Réunion
| Parti                              | Statut             | Nom         | Depuis (le)  |
| ---------------------------------- | ------------------ | ----------- | ------------ |
| Parti communiste réunionnais (PCR) | Secrétaire général | Élie Hoarau | Février 1993 |

## Grèce
| Parti                                         | Statut             | Nom                        | Depuis (le)       |
| --------------------------------------------- | ------------------ | -------------------------- | ----------------- |
| Parti communiste de Grèce (KKE)               | Secrétaire général | Dimítris Koutsoúmbas       | 14 avril 2013     |
| Unité populaire                               | Président          | Panayiótis Lafazánis       | 21 août 2015      |
| SYRIZA                                        | Président          | Aléxis Tsípras             | 22 mai 2012       |
| Gauche démocrate (Dimar)                      | Leader             | Fótis Kouvélis             | 27 juin 2010      |
| Mouvement socialiste panhellénique (PASOK)    | Présidente         | Fófi Gennimatá             | 14 juin 2015      |
| Mouvement des socialistes démocrates (Kidiso) | Porte-parole       | Georges Petalotis (en)     | 3 janvier 2015    |
| Mouvement des socialistes démocrates (Kidiso) | Porte-parole       | Fílippos Sachinídis        | 3 janvier 2015    |
| La Rivière (To Potámi)                        | Président          | Stávros Theodorákis        | 2014              |
| Union des centristes                          | Président          | Vassilis Levendis (en)     | 2 mars 1992       |
| Nouvelle Démocratie (ND)                      | Président          | Kyriákos Mitsotákis        | 10 janvier 2016   |
| Grecs indépendants (ANEL)                     | Chef               | Pános Kamménos             | 24 février 2012   |
| Alerte populaire orthodoxe (LAOS)             | Président          | Georgios Karatzaferis (en) | 14 février 2000   |
| Aube dorée                                    | Chef               | Nikólaos Michaloliákos     | 1er novembre 1993 |

## Hongrie
| Parti                                     | Statut        | Nom                              | Depuis (le)      |
| ----------------------------------------- | ------------- | -------------------------------- | ---------------- |
| Fidesz                                    | Président     | Viktor Orbán                     | 17 mai 2003      |
| Parti socialiste hongrois                 | Président     | József Tóbiás                    | 19 juillet 2014  |
| Jobbik                                    | Président     | Gábor Vona                       | 25 novembre 2006 |
| Parti populaire démocrate-chrétien (KDNP) | Président     | Zsolt Semjén                     | 6 décembre 2003  |
| La politique peut être différente         | Co-présidents | András Schiffer + Bernadett Szél | 24 mars 2013     |
| Coalition démocratique (DK)               | Président     | Ferenc Gyurcsány                 | 22 octobre 2011  |
| Ensemble                                  | Président     | Gordon Bajnai                    | 26 octobre 2012  |

## Irlande
| Parti                                | Statut               | Nom                              | Depuis (le)          |
| ------------------------------------ | -------------------- | -------------------------------- | -------------------- |
| Fine Gael                            | Leader               | Leo Varadkar                     | 2 juin 2017          |
| Fianna Fáil                          | Leader               | Micheál Martin                   | 26 janvier 2011      |
| Sinn Féin                            | Leader               | Mary Lou McDonald                | 10 février 2018      |
| Parti travailliste                   | Président            | Brendan Howlin                   | 20 mai 2016          |
| Solidarité-Le Peuple avant le profit | direction collective | direction collective             | direction collective |
| Sociaux-démocrates                   | Co-présidentes       | Catherine Murphy Róisín Shortall | 15 juillet 2015      |
| Parti vert                           | Secrétaire générale  | Eamon Ryan                       | 27 mai 2011          |
| Indépendants pour le changement      | direction collective | direction collective             | direction collective |

## Italie
| Parti                                    | Statut                             | Nom                                                                                  | Depuis (le)       |
| ---------------------------------------- | ---------------------------------- | ------------------------------------------------------------------------------------ | ----------------- |
| Parti de la refondation communiste (PRC) | Secrétaire général                 | Paolo Ferrero                                                                        | 27 juillet 2008   |
| Parti des communistes italiens (PDCI)    | Président                          | Antonino Cuffaro                                                                     | 29 avril 2007     |
| Parti des communistes italiens (PDCI)    | Secrétaire général                 | Cesare Procaccini                                                                    | 21 juillet 2013   |
| Gauche, écologie et liberté              | Président                          | Nichi Vendola                                                                        | 24 octobre 2010   |
| Nouveau PSI                              | Président                          | Stefano Caldoro                                                                      | 2011              |
| Nouveau PSI                              | Secrétaire                         | Lucio Barani                                                                         | 2011              |
| Parti démocrate                          | Président de l’Assemblée nationale | Matteo Orfini                                                                        | 14 juin 2014      |
| Parti démocrate                          | Secrétaire national                | Matteo Renzi                                                                         | 7 mai 2017        |
| Parti social-démocrate italien           | Secrétaire                         | Renato d’Andria                                                                      | 2011              |
| Choix civique                            | Président                          | (vacant)                                                                             | 26 septembre 2014 |
| Choix civique                            | Secrétaire national                | Enrico Zanetti                                                                       | 8 février 2005    |
| Parti républicain italien (PRI)          | Président                          | Francesco Nucara                                                                     | 2014              |
| Parti républicain italien (PRI)          | Secrétaire                         | Saverio Collura (intérim)                                                            | 2014              |
| Alliance pour l’Italie (API)             | Président                          | Francesco Rutelli                                                                    | 11 novembre 2009  |
| Italie des valeurs                       | Secrétaire                         | Ignazio Messina                                                                      | 30 juin 2013      |
| Mouvement 5 étoiles (M5S)                | Président                          | Beppe Grillo                                                                         | 4 octobre 2009    |
| Mouvement 5 étoiles (M5S)                | Directoire                         | Alessandro Di Battista + Luigi Di Maio + Roberto Fico + Carla Ruocco + Carlo Sibilia | 28 novembre 2014  |
| Union de centre (UDC)                    | Président                          | Gianpiero D’Alia                                                                     | 22 mars 2014      |
| Union de centre (UDC)                    | Secrétaire national                | Lorenzo Cesa                                                                         | 27 octobre 2005   |
| Populaires pour l’Italie                 | Président                          | Mario Mauro                                                                          | 2014              |
| Nouveau Centre droit (NCD)               | Président                          | Angelino Alfano                                                                      | 13 avril 2014     |
| Forza Italia                             | Président                          | Silvio Berlusconi                                                                    | 16 novembre 2013  |
| Frères d’Italie                          | Présidente                         | Giorgia Meloni                                                                       | 8 mars 2014       |
| Ligue du Nord                            | Président                          | Umberto Bossi                                                                        | 5 avril 2012      |
| Ligue du Nord                            | Secrétaire fédéral                 | Matteo Salvini                                                                       | 15 décembre 2013  |

### Vallée-d’Aoste
| Parti                 | Statut    | Nom            | Depuis (le)                                   |
| --------------------- | --------- | -------------- | --------------------------------------------- |
| Union valdôtaine (UV) | Président | Ennio Pastoret | 16 novembre 2013 (11 ans, 4 mois et 15 jours) |

## Lettonie
| Parti                     | Statut    | Nom          | Depuis (le) |
| ------------------------- | --------- | ------------ | ----------- |
| Centre de l'harmonie (SC) | Président | Nils Ušakovs | 2005        |

## Lituanie
| Parti                                                         | Statut    | Nom                  | Depuis (le) |
| ------------------------------------------------------------- | --------- | -------------------- | ----------- |
| Parti social-démocrate lituanien (LSDP)                       | Président | Algirdas Butkevičius | 7 mars 2009 |
| Union de la patrie - Chrétiens-démocrates lituaniens (TS-LKD) | Président | Andrius Kubilius     | 24 mai 2003 |

## Luxembourg
| Parti                                               | Statut       | Nom               | Depuis (le)      |
| --------------------------------------------------- | ------------ | ----------------- | ---------------- |
| Parti communiste luxembourgeois (KPL)               | Président    | Ali Ruckert       | 1999             |
| La Gauche                                           | Porte-parole | Fabienne Lentz    | Janvier 2012     |
| La Gauche                                           | Porte-parole | David Wagner      | Janvier 2012     |
| Parti ouvrier socialiste luxembourgeois (POSL/LSAP) | Président    | Alex Bodry        | 2004             |
| Les Verts                                           | Coprésidents | Sam Tanson        | 2010             |
| Les Verts                                           | Coprésidents | Christian Kmiotek | 23 février 2013  |
| Parti démocratique (DP)                             | Présidente   | Corinne Cahen     | 28 novembre 2015 |
| Parti populaire chrétien-social (CSV)               | Président    | Michel Wolter     | 2009             |
| Parti réformiste d’alternative démocratique (ADR)   | Président    | Jean Schoos       | 17 mars 2013     |

## Malte
| Parti              | Statut    | Nom            | Depuis (le) |
| ------------------ | --------- | -------------- | ----------- |
| Parti nationaliste | Président | Simon Busuttil | 8 mai 2013  |
| Parti travailliste | Président | Joseph Muscat  | 6 juin 2008 |

## Pays-Bas
| Parti                                                  | Statut         | Nom                      | Depuis (le)       |
| ------------------------------------------------------ | -------------- | ------------------------ | ----------------- |
| Parti socialiste (SP)                                  | Président      | Jan Marijnissen          | 1998              |
| Parti socialiste (SP)                                  | Chef politique | Emile Roemer             | 2010              |
| Parti travailliste (PvdA)                              | Président      | Hans Spekman             | Janvier 2012      |
| Parti travailliste (PvdA)                              | Chef politique | Lodewijk Asscher         | Décembre 2016     |
| Appel chrétien-démocrate (CDA)                         | Président      | Ruth Peetoom             | 2011              |
| Appel chrétien-démocrate (CDA)                         | Chef politique | Sybrand van Haersma Buma | 18 mai 2012       |
| Parti populaire pour la liberté et la démocratie (VVD) | Président      | Benk Korthals            | 22 mai 2011       |
| Parti populaire pour la liberté et la démocratie (VVD) | Chef politique | Mark Rutte               | 31 mai 2006       |
| Parti pour la liberté (PVV)                            | Président      | Geert Wilders            | 22 février 2006 ? |
| Parti pour la liberté (PVV)                            | Chef politique | Geert Wilders            | 22 février 2006   |
| Démocrates 66 (D66)                                    | Président      | Fleur Gräper             | 2013              |
| Démocrates 66 (D66)                                    | Chef politique | Alexander Pechtold       | 24 juin 2006      |
| Parti politique réformé (SGP)                          | Président      | Adri van Heteren         | 28 février 2004   |
| Parti politique réformé (SGP)                          | Chef politique | Kees van der Staaij      | 2010              |
| GroenLinks (GL)                                        | Présidente     | Marjolein Meijer         | Mai 2015          |
| GroenLinks (GL)                                        | Chef politique | Jesse Klaver             | 12 mai 2015       |
| Union chrétienne (CU)                                  | Président      | Piet Adema               | 2013              |
| Union chrétienne (CU)                                  | Chef politique | Arie Slob                | 2011              |

## Pologne
| Parti                                            | Statut    | Nom                  | Depuis (le)     |
| ------------------------------------------------ | --------- | -------------------- | --------------- |
| Plate-forme civique                              | Président | Grzegorz Schetyna    | 26 janvier 2016 |
| Droit et justice (PiS)                           | Président | Jarosław Kaczyński   | 2003            |
| Alliance de la gauche démocratique               | Président | Grzegorz Napieralski | 31 mai 2008     |
| Parti paysan polonais                            | Président | Waldemar Pawlak      | 2005            |
| Union de la politique réelle                     | Président | Bartosz Józwiak      | 2011            |
| Congrès de la Nouvelle Droite (KNP/Nowa Prawica) | Président | Michał Marusik       | Janvier 2015    |

## Portugal
| Parti                          | Statut             | Nom                            | Depuis (le)      |
| ------------------------------ | ------------------ | ------------------------------ | ---------------- |
| Bloc de gauche                 | Coordonnateurs     | João Semedo + Catarina Martins | 11 novembre 2012 |
| Parti communiste portugais     | Secrétaire général | Jerónimo de Sousa              | 27 novembre 2004 |
| Parti écologiste « Les Verts » | Secrétaire         | Heloísa Apolónia               | 2011 ?           |
| Parti socialiste               | Président          | Carlos César                   | 29 novembre 2014 |
| Parti socialiste               | Secrétaire général | António Costa                  | 22 novembre 2014 |
| Parti social-démocrate         | Président          | Pedro Passos Coelho            | 26 mars 2010     |
| CDS – Parti populaire          | Présidente         | Assunção Cristas               | 13 mars 2016     |

## République tchèque
| Parti                                 | Statut    | Nom              | Depuis (le)     |
| ------------------------------------- | --------- | ---------------- | --------------- |
| Parti social-démocrate tchèque (ČSSD) | Président | Bohuslav Sobotka | 18 mars 2011    |
| Parti démocratique civique (ODS)      | Président | Petr Fiala       | 18 janvier 2014 |
| ANO 2011                              | Président | Andrej Babiš     | 1er août 2012   |
| Moravané                              | Leader    | Ondřej Hýsek     | 2015            |

## Roumanie
| Parti                                                      | Statut     | Nom                     | Depuis (le)      |
| ---------------------------------------------------------- | ---------- | ----------------------- | ---------------- |
| Parti social-démocrate (PSD)                               | Présidente | Viorica Dăncilă         | 29 janvier 2018  |
| Parti national libéral (PNL)                               | Président  | Ludovic Orban           | 17 juin 2017     |
| Union sauvez la Roumanie (USR)                             | Président  | Dan Barna               | 28 octobre 2017  |
| Union démocrate magyare de Roumanie (UDMR)                 | Président  | Hunor Kelemen           | 26 février 2011  |
| Alliance des libéraux et démocrates (ALDE)                 | Président  | Călin Popescu-Tăriceanu | 19 juin 2015     |
| Parti Mouvement populaire (PMP)                            | Président  | Eugen Tomac             | 16 juin 2018     |
| Pro Romania                                                | Président  | Victor Ponta            | 27 octobre 2017  |
| Parti de la liberté, de l'unité et de la solidarité (PLUS) | Président  | Dacian Cioloș           | 15 décembre 2018 |

## Slovaquie
| Parti                              | Statut    | Nom         | Depuis (le)    |
| ---------------------------------- | --------- | ----------- | -------------- |
| SMER – social-démocratie (SMER)    | Président | Robert Fico | 1999           |
| Mouvement chrétien-démocrate (KDH) | Président | Ján Figeľ   | Septembre 2009 |

## Slovénie
| Parti                               | Statut     | Nom                      | Depuis (le)     |
| ----------------------------------- | ---------- | ------------------------ | --------------- |
| Parti démocratique slovène          | Président  | Janez Janša              | 1993            |
| Slovénie positive                   | Présidente | Zoran Janković           | 26 avril 2014   |
| Sociaux-démocrates                  | Président  | Igor Lukšič              | 2012            |
| Liste civique (DL)                  | Président  | Gregor Virant            | 21 octobre 2011 |
| Parti populaire slovène (SLS)       | Président  | Franc Bogovič            | 2013            |
| Démocratie libérale slovène (LDS)   | Président  | Tone Anderlič            | 2013            |
| Réel - Les sociaux-libéraux (Zares) | Président  | Pavel Gantar             | 2012            |
| Parti national slovène (SNS)        | Président  | Zmago Jelinčič Plemeniti | 17 mars 1991    |
| Nouvelle Slovénie (NSi)             | Présidente | Ljudmila Novak           | 2008            |

## Suède
| Parti                                           | Statut        | Nom               | Depuis (le)       |
| ----------------------------------------------- | ------------- | ----------------- | ----------------- |
| Parti de gauche                                 | Président     | Jonas Sjöstedt    | 6 janvier 2012    |
| Parti de l'environnement Les Verts              | Porte-paroles | Gustav Fridolin   | 21 mai 2011       |
| Parti de l'environnement Les Verts              | Porte-paroles | Åsa Romson        | 21 mai 2011       |
| Parti social-démocrate suédois des travailleurs | Président     | Stefan Löfven     | 27 janvier 2012   |
| Parti du centre                                 | Présidente    | Annie Lööf        | 23 septembre 2011 |
| Les Libéraux                                    | Président     | Jan Björklund     | 7 septembre 2007  |
| Chrétiens-démocrates                            | Président     | Göran Hägglund    | 3 avril 2004      |
| Modérés                                         | Président     | Fredrik Reinfeldt | 25 octobre 2003   |
| Démocrates de Suède                             | Président     | Jimmie Åkesson    | 7 mai 2005        |

## Sources